# Taurean Blacque
Taurean Blacque, all'anagrafe Herbert Middleton Jr. (Newark, 10 maggio 1940 – Atlanta, 21 luglio 2022), è stato un attore statunitense.

## Biografia
Iniziò la sua carriera nel 1976, interpretando piccoli ruoli in serie televisive.
Dal 1981 al 1987 interpretò il detective Neal Washington nella serie televisiva Hill Street giorno e notte.
Era inoltre noto per aver doppiato Roscoe in Oliver & Company (1988).

## Filmografia parziale
- Charlie's Angels - serie TV, episodio 2x17 (1978)
- Hill Street giorno e notte (Hill Street Blues) - serie TV, 144 episodi (1981-1987)
- Oliver & Company (1988) - voce
- Creatura degli abissi (Deep Star Six), regia di Sean S. Cunningham (1989)

## Doppiatori italiani
Nelle versioni in italiano delle opere in cui ha recitato, Taurean Blacque è stato doppiato da:
- Giorgio Bandiera in Hill Street giorno e notte
- Massimo Giuliani in Charlie's Angels

Da doppiatore è sostituito da:
- Piero Tiberi in Oliver & Company